# François Adébayo Abiola
 (mai 2024).
La mise en forme du texte ne suit pas les recommandations de Wikipédia : il faut le « wikifier ».
Les points d'amélioration suivants sont les cas les plus fréquents. Le détail des points à revoir est peut-être précisé sur la page de discussion.
- Les titres sont pré-formatés par le logiciel. Ils ne sont ni en capitales, ni en gras.
- Le texte ne doit pas être écrit en capitales (les noms de famille non plus), ni en gras, ni en italique, ni en « petit »…
- Le gras n'est utilisé que pour surligner le titre de l'article dans l'introduction, une seule fois.
- L'italique est rarement utilisé : mots en langue étrangère, titres d'œuvres, noms de bateaux, etc.
- Les citations ne sont pas en italique mais en corps de texte normal. Elles sont entourées par des guillemets français : « et ».
- Les listes à puces sont à éviter, des paragraphes rédigés étant largement préférés. Les tableaux sont à réserver à la présentation de données structurées (résultats, etc.).
- Les appels de note de bas de page (petits chiffres en exposant, introduits par l'outil «  Source ») sont à placer entre la fin de phrase et le point final[comme ça].
- Les liens internes (vers d'autres articles de Wikipédia) sont à choisir avec parcimonie. Créez des liens vers des articles approfondissant le sujet. Les termes génériques sans rapport avec le sujet sont à éviter, ainsi que les répétitions de liens vers un même terme.
- Les liens externes sont à placer uniquement dans une section « Liens externes », à la fin de l'article. Ces liens sont à choisir avec parcimonie suivant les règles définies. Si un lien sert de source à l'article, son insertion dans le texte est à faire par les notes de bas de page.
- La présentation des références doit suivre les conventions bibliographiques. Il est recommandé d'utiliser les modèles {{Ouvrage}}, {{Chapitre}}, {{Article}}, {{Lien web}} et/ou {{Bibliographie}}. Le mode d'édition visuel peut mettre en forme automatiquement les références.
- Insérer une infobox (cadre d'informations à droite) n'est pas obligatoire pour parachever la mise en page.

Pour une aide détaillée, merci de consulter Aide:Wikification.
Si vous pensez que ces points ont été résolus, vous pouvez retirer ce bandeau et améliorer la mise en forme d'un autre article.
François Adébayo Abiola, né le 27 novembre 1950 à Sakété, est un universitaire et homme politique béninois. Élu député en 2007, en 2011 et en 2015 à l'Assemblée nationale du Bénin, il est ministre de l'Enseignement supérieur et de la Recherche scientifique entre 2008 et 2016 dans le gouvernement du président de la République Thomas Boni Yayi. Président et fondateur du parti politique béninois Mouvement Espoir du Bénin, formé en 2009, il intègre la Commission électorale nationale autonome en 2021.

## Biographie

### Formation
Fils de Sadatou Assani (née en 1932), François Adébayo Abiola naît le 27 novembre 1950 à Sakété, alors située dans la colonie du Dahomey, en Afrique-Occidentale française, devenue indépendante en 1960 en tant que république du Dahomey. Il obtient le certificat d'études primaires et élémentaires en juin 1963 et le brevet d'études du Premier Cycle en octobre 1968. En juin 1972, il obtient un baccalauréat série D avec la  mention« assez bien ».
Titulaire d'un diplôme universitaire d'études scientifiques en chimie, biologie et géologie en juin 1974, il étudie ensuite au Sénégal, à l'École inter-États des sciences et médecine vétérinaires de Dakar, où il obtient en mai 1979 un diplôme de docteur vétérinaire, puis en France, sur le campus de Jussieu de La Sorbonne à Paris, où il obtient en 1986 un diplôme d'études approfondies de toxicologie fondamentale et appliquée à l'environnement et aux industries pharmaceutiques et agro-alimentaires, et à Lyon, où il reçoit en 1988 un diplôme spécial de pharmacie option phytopharmacie. En novembre 1988, il passe l'agrégation du Conseil africain et malgache pour l'enseignement supérieur, dont il sort major sur six candidats vétérinaires.
Diplômé en novembre 1991 d'un doctorat ès sciences de l'Université de Paris VII en option toxicologie fondamentale et appliquée, François Adébayo Abiola obtient un certificat spécial de management à Dakar en 1994 et un diplôme de fin d'études au centre d'Études diplomatiques et stratégiques de Dakar en 2000.

### Carrière dans l'enseignement
Ancien élève de l'École inter-États des sciences et médecine vétérinaires de Dakar, François Adébayo Abiola y devient assistant puis maître-assistant, agrégé (major de sa promotion), maître de conférences et professeur titulaire en 1992 avant d'être président du conseil des ministres de l'établissement.

### Parcours politique
Élu député à l'Assemblée nationale à l'issue des élections législatives béninoises de 2007, il est réélu en 2011 puis en 2015. En octobre 2008, il est nommé ministre de l'Enseignement supérieur et de la Recherche scientifique par le président Thomas Boni Yayi. Il reste à son poste jusqu'en 2016. En mars 2016, il est nommé vice-premier ministre, secondant le premier ministre Lionel Zinsou. 
En 2009, François Adébayo Abiola fonde un parti politique, baptisé le Mouvement Espoir du Bénin, allié aux Forces Cauris pour un Bénin émergent et dont il est le président,,. En décembre 2016, le Mouvement Espoir du Bénin annonce à l'issue de son deuxième congrès extraordinaire, tenu à Sakété, se positionner officiellement au centre et rompre son alliance avec les Forces Cauris pour un Bénin émergent,,. Le 3 avril 2018, le parti adhère à la coalition « Bénin en route » avec la signature de sa charte par François Adébayo Abiola. Lors de son troisième congrès extraordinaire, organisé le 3 novembre 2018 à Sakété, le Mouvement Espoir du Bénin fait part de son adhésion à la formation politique « Dynamique républicaine ».
En février 2016, il publie Le cheveu du pouvoir, un livre d'entretien sur son parcours politique écrit avec le journaliste André Dossa.
Le 27 juillet 2021, à la suite de la démission d'Abou Bakary Adam Soulé, l'Assemblée nationale élit François Adébayo Abiola membre de la Commission électorale nationale autonome pour un mandat de cinq ans en tant que conseiller,. Le 22 septembre 2021, avec sa consœur Laurentine Ahokpé Adossou Davo, il prête serment devant le président Patrice Talon et entre officiellement en fonction.

## Distinctions honorifiques
Élevé au titre d'Officier de l'Ordre national du Bénin en 2002, François Adébayo Abiola accède au grade de Commandeur, de Grand Officier en 2010 et puis de Grand-Croix la même année,.
• Oscar Africain de l'excellence 1994 – Dakar – mars 1995 (Ministère de l'intégration économique africaine et des Affaires étrangères du Sénégal).
• Chevalier de l'ordre du Mérite agricole de la République Française par arrêté du 29 janvier 1996 du ministre français de l'Agriculture.
• Officier de l'ordre national du Lion du Sénégal (décret no 96-219 du 11 mars 1996).
• Chevalier de l'ordre national du Tchad (décret no 352 du 19 octobre 1999).
• Chevalier de l'ordre de la Valeur du Cameroun (décret no 2000-328 du 17 novembre 2000).
• Officier de l'Ordre national du Bénin (décret no 2002-0141 du 3 avril 2002).
• Officier de l'Ordre International des Palmes académiques du CAMES par résolution du 15 avril 2003.
• Officier de l'Ordre de la reconnaissance centrafricaine (décret no 6.355 du 30 novembre 2006).
• Grand Officier de l'Ordre national du Bénin (décret no 2010-159 du 7 mai 2010).

## Publications
- Le cheveu du pouvoir, en collaboration avec André Dossa, Éditions Afridic, 2016[18].